# Fritz Lange
Frederik (Fritz) Lange, född 10 november 1842 i Vordingborg, död 29 december 1907, var en dansk läkare. Han var son till Frederik Olaus Lange samt bror till Carl och Julius Lange.
Lange dimitterades till universitetet som privatist 1861, var reservläkare i armén under dansk-tyska kriget 1864 och avlade läkarexamen 1870. Därefter var han reservläkare i artilleriet och vid Garnisonshospitalet, kandidat vid Frederiks Hospital och på sinnessjukanstalten Oringe vid Vordingborg, där han 1876 blev förste underläkare.
Han blev medicine doktor 1883 på avhandlingen Arvelighedens indflydelse i sindssygdomme. År 1885 företog han en studieresa och utnämndes 1887 till överläkare på det nyupprättade hospitalet vid Middelfart.
Han utgav den mycket värdefulla psykiatriska handboken De vigtigste Sindssygdomsgrupper (1895), och därefter följde De Sindssyge og Invaliderne (1898) och Slægter. Iagttagelser fra en Sindssygsanstalt (1904). Dessutom publicerade han en rad artiklar i vetenskapliga tidskrifter.

## Utmärkelser
- Riddare av Dannebrogorden,  1896[2]

[Redigera Wikidata]